# Грош
Грош је новац, различите вредности, кован у различитим временима и земљама. Почео се ковати у Италији у XII веку. У почетку грош је крупан сребрни новац, па отуда и његово италијанско име grosso што значи крупан, дебео. Истиче се млетачки grosso или matapan, кован од 1202. до 1400. углавном истог типа исте масе (2,178 g), величине (пречника 20 mm) и финоће (965 промила).
На Балкану су његове верне имитације ковале Србија, Хрватска (Павао Шубић) и Бугарска.
На аверсу млетачког гроша је лик св. Марка, а на реверу Христ на престолу. На имитацијама измењен је само натпис. Због упадљиве сличности српских имитација с млетачким grossom дошло је оштрих млетачких протеста и забране оптицаја српских динара (како се grosso називао у Србији) на млетачкој територији. Тај конфликт помиње и Данте у Божанственој комедији.
У Србији се од Стефана Драгутина (1276—1312) и Уроша II (1282—1321) кује се новац са постепеним и све већим разликама од млетачког узора.
Дубровник је од 1337. ковао свој сребрни новац који се и писаним латинским и италијанским споменицима назива grossus, grosso, а у народу се звао динар. Грош војводе Хрвоја кован између 1403. и 1413. године, одговара величином и масом последњим млетачким grossima (matapanima).
За време чешког краља Вацлава II (1278—1305) кују се и Прагу гроши (grossi pragenses) од 3,5 g, финоће сребра 937 промила и промера око 28 mm. Прашки гроши били су у оптицају нарочито у средњиј и источној Европи. Околне земље, у првом реду Немачка, много су их имитирале. И под хрватско угарским краљем Карлом I (1301—1342) кују се од 1329. до 1336. гроши који се по величини, маси и финоћи једнаки прашким. Њихово ковање наставља се под Лудовиком I (1342—1382) и Матијом Корвином (1458—1490). По угледу ма те гроше ковани су и босански гроши за владавине Твртка II (1421—1443) и Томаша (1443—1461) промера 23—25 mm и масе 2,2 g. Тај босански грош има на аверсу штит с монограмом владареввог имена, над њим окруњену кацигу и у кружном напису име владара.
Касније се у нашим земљама под турском влашћу употребљавао у народу назив грош за турски новац од 40 пара (турски грош или гуруш). У ослобођеној Србији за кнеза Милоша био је оптицају новац европских држава, највише турски и аустријски. Његова вредност је одређивана према грошу, који је тада у Србији био новчана јединица. У Хрватској се некада називао грошем новац од 20 филира.